# 烧山 (新知岛)
烧山（日语：／）是新知岛西南部的火山，位于新知岳西北方4公里处，属萨哈林州库里尔斯克区，海拔891米，最后一次喷发是在1914年。